# Hipólito Reyes Larios
Hipólito Reyes Larios (ur. 13 sierpnia 1946 w Ciudad Mendoza, zm. 8 sierpnia 2021) – meksykański duchowny rzymskokatolicki, arcybiskup Jalapy w latach 2007–2021.

## Życiorys
Święcenia kapłańskie otrzymał 15 sierpnia 1973. Po święceniach podjął studia licencjackie z teologii moralnej na Akademii Alfonsjańskiej oraz z teologii duchowości na Papieskim Uniwersytecie Gregoriańskim. Po ich ukończeniu powrócił do Jalapy, gdzie był m.in. ojcem duchownym i rektorem seminarium, przewodniczącym Organizacji Meksykańskich Seminariów oraz prezesem Organizacji Seminariów Latynoamerykańskich.

### Episkopat
15 kwietnia 2000 papież Jan Paweł II mianował go biskupem diecezjalnym diecezji Orizaba. Sakry biskupiej udzielił mu 13 czerwca 2000 ówczesny metropolita Jalapy - arcybiskup Sergio Obeso Rivera.
10 kwietnia 2007 papież Benedykt XVI mianował go ordynariuszem archidiecezji Jalapa.